# Centrale nucleare di Lungmen
La centrale nucleare di Lungmen (in precedenza centrale nucleare di Gongliao e quarta centrale nucleare, abbreviato anche in 核四) è una centrale nucleare di Taiwan situata presso la città di Gongliao. L'impianto è composto da 2 reattori di tipologia ABWR per 2600MW circa complessivi.